# وردن سور گارون
وردن سور گارون (به فرانسوی: Verdun-sur-Garonne) یک کامین در فرانسه است که در شهرستان تارن-ا-گارون واقع شده‌است.

## خصوصیات
وردن سور گارون ۳۶٫۲۶ کیلومترمربع مساحت و ۴٬۱۱۲ نفر جمعیت دارد و ۱۱۰ متر بالاتر از سطح دریا واقع شده‌است.